# Saccostrea kegaki
Saccostrea kegaki is een tweekleppigensoort uit de familie van de Ostreidae. De wetenschappelijke naam van de soort is voor het eerst geldig gepubliceerd in 1981 door Torigoe & Inaba.